# La Sainte Catherine
La Sainte Catherine est un groupe de sujets sculpté de Julien Lorieux, situé dans le square Montholon (9e arrondissement de Paris).

## Description
Le groupe sculpté représente cinq catherinettes en costume tailleur, et chapeau à rubans fait pour l'occasion et avec des boutons d'oranger, se rendant au bal de Sainte-Catherine un 25 novembre.

Le socle porte l'inscription suivante : 

« La Sainte Catherine
À l'ouvrière parisienne »

L'œuvre évoque la tradition qui consiste, pour les jeunes femmes célibataires de plus de 25 ans (les catherinettes) à porter un chapeau le jour de la sainte Catherine (le 25 novembre). Le célibat « tardif » touchait principalement les milieux modestes, cette fête est donc devenue une sorte de fête corporative des couturières et des modistes. La fête commençait sur les lieux du travail féminin (magasins de nouveautés, ateliers de couturières, etc.), puis débordait dans la rue pour finir au bal (dernière chance pour les catherinettes de se marier). 
La statue rend hommage aux ouvrières du quartier Montholon.

## Historique

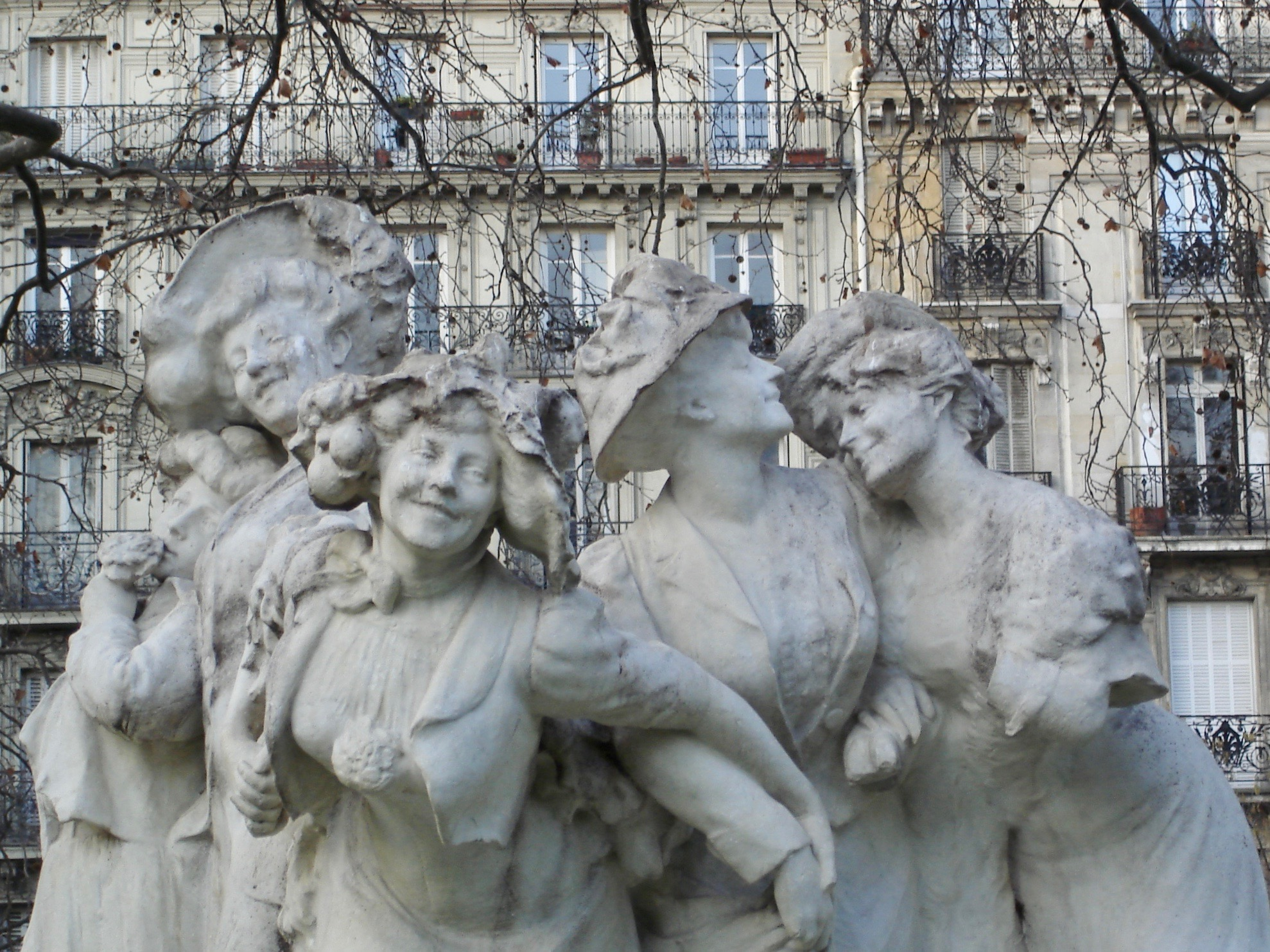
Détail.

La statue a été réalisée en 1908, elle a été achetée par la mairie de Paris en 1913 et a été installée en 1925 dans le square Montholon, qui avait été aménagé entre 1862 et 1863 sous la direction d'Adolphe Alphand. Le sculpteur, Julien Lorieux, est mort en 1915, avant l'installation de son œuvre.